# Monument à la 58e division britannique
 (juin 2021).
Si vous disposez d'ouvrages ou d'articles de référence ou si vous connaissez des sites web de qualité traitant du thème abordé ici, merci de compléter l'article en donnant les références utiles à sa vérifiabilité et en les liant à la section « Notes et références ».
Le Monument à la 58e division britannique, également connu sous le nom de L'Artilleur britannique, est un monument commémoratif de la Première Guerre mondiale inauguré en 1922, sculpté par Henri Gauquié, situé à Chipilly, dans le département de la Somme.

## Historique
Le monument de Chipilly commémore les combats livrés dans ce secteur par la 58e division britannique, la London Division, les 8 et 9 août 1918, pendant de la bataille d'Amiens. À l'inverse des troupes australiennes et canadiennes qui purent faire une importante avancée vers l'est, la 58e division britannique rencontra autour de Chipilly une forte résistance de la part des Allemands. Après une lutte acharnée, les Britanniques purent enfin s’emparer du village.

## Description
Ce groupe sculpté en pierre, inauguré en 1922, est l’œuvre d'Henri Gauquié (1858-1927). Le monument est situé au centre du village à l'intersection de trois routes, non loin de l'église.
Il représente un cavalier réconfortant son cheval blessé, en serrant entre ses bras la tête de l'animal dont il vient de retirer le harnachement. On voit l’artilleur britannique embrasser son cheval agonisant.
La représentation d’un animal blessé est exceptionnelle dans les monuments et sculptures commémoratifs. Henri Gauquié rendit ainsi hommage à tous les chevaux victimes de la guerre.
De ce fait, le monument tranche avec l’aspect plutôt sévère de la majorité des mémoriaux de la Grande Guerre.

Vues du monument
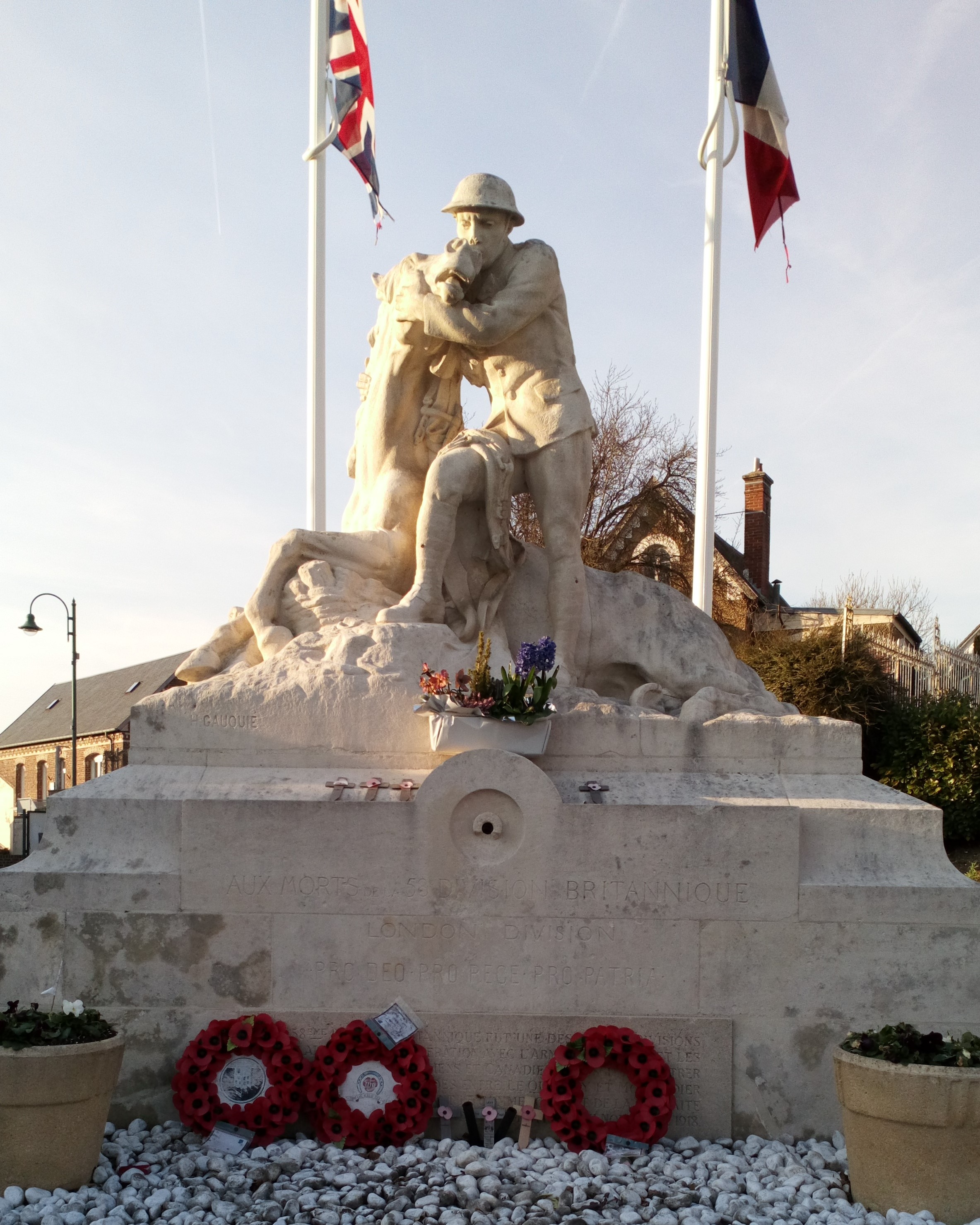
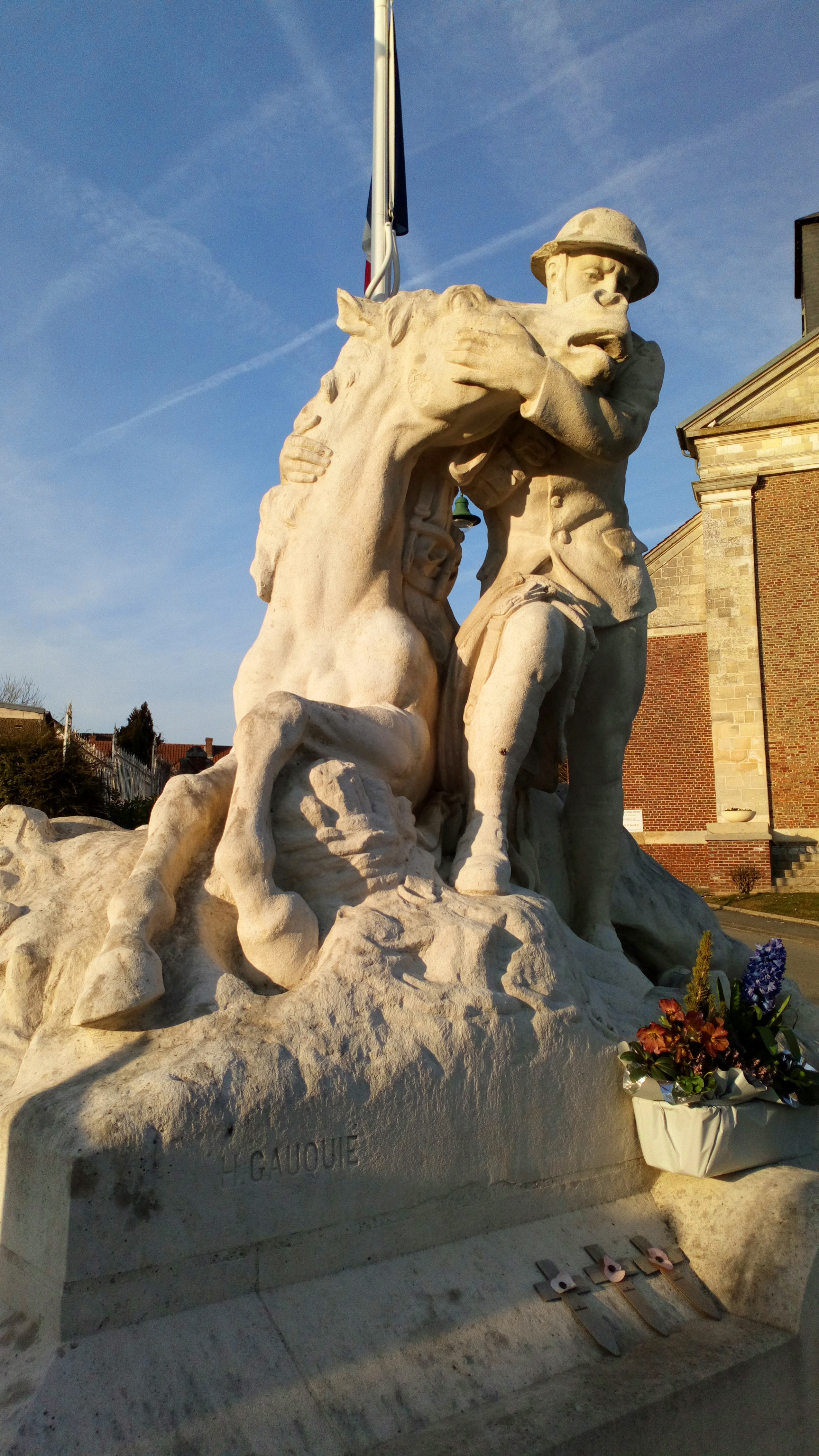
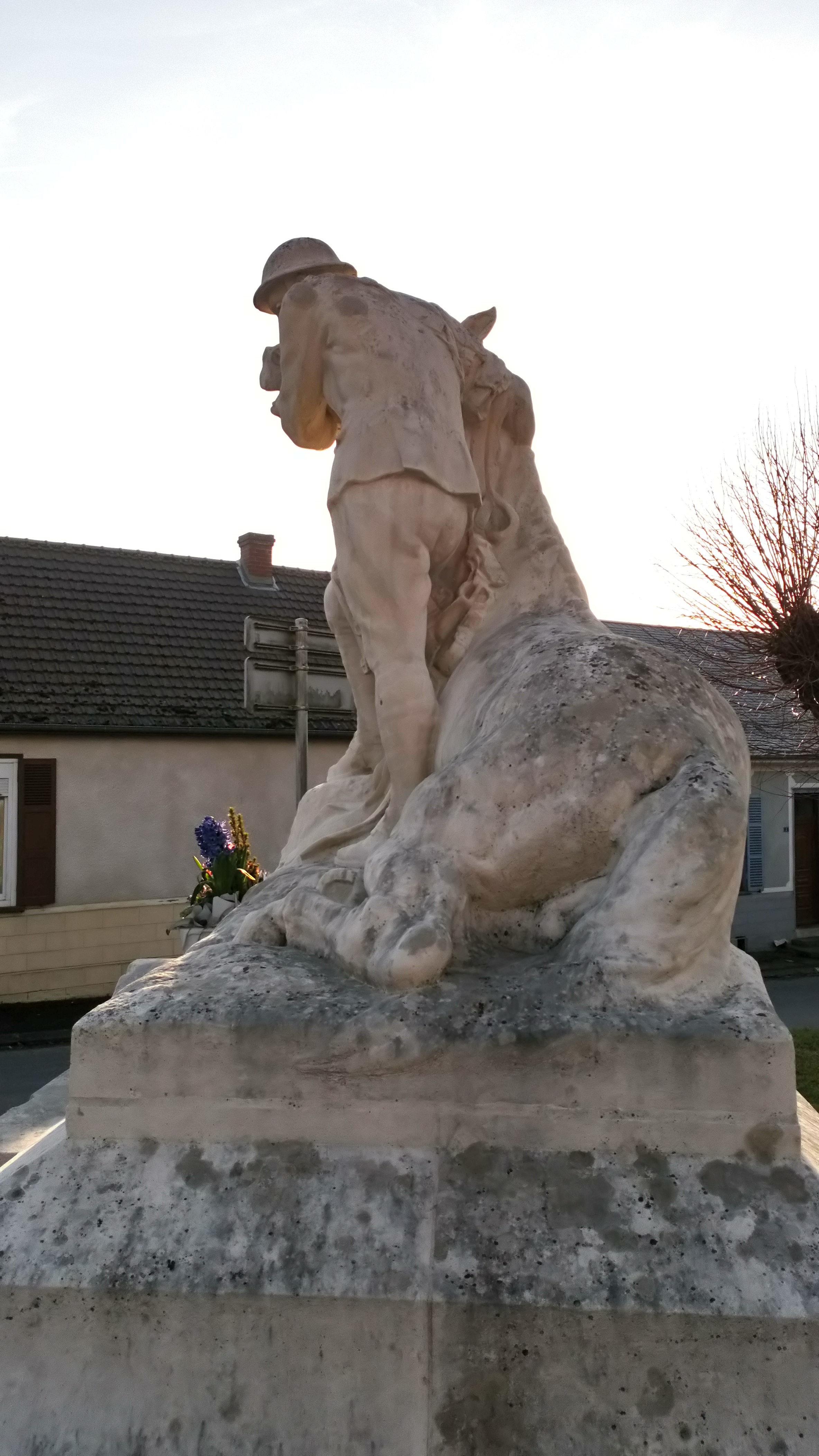